# Philiris hypoxantha
Philiris hypoxantha är en fjärilsart som beskrevs av Johannes Karl Max Röber 1926. Philiris hypoxantha ingår i släktet Philiris och familjen juvelvingar. Inga underarter finns listade i Catalogue of Life.